# Kreuznaaf
Kreuznaaf ist ein Weiler, der zur Stadt Lohmar im Rhein-Sieg-Kreis in Nordrhein-Westfalen gehört. 

## Geographie
Kreuznaaf liegt im Osten Lohmars. Umliegende Ortschaften sind Peisel im Norden, Hausen und Röttgen im Nordosten, Wahlen im Osten, Grimberg im Südosten, Naaferberg im Süden, Ungertz und Besenbroich im Südwesten, Wielpütz im Westen, Reelsiefen und Höngesberg im Nordwesten.
Der Naafbach, ein orographisch linker Nebenfluss der Agger, fließt durch Kreuznaaf hindurch. Die Agger fließt im Nordwesten und Westen an Kreuznaaf vorbei.

## Geschichte
Im Jahre 1885 hatte Kreuznaaf 28 Einwohner, die in sieben Häusern lebten.
Von 1870 bis 1875 wurde in Kreuznaaf eine Mühle erbaut, die mit angestautem Naafbachwasser angetrieben wurde. Das erzeugte Weizen- und Roggenmehl wurde ab 1920 in einem hinzugebauten Bäckereibetrieb verarbeitet. Die Erzeugnisse wurden unter dem Namen „Aggertaler Brot“ verkauft. 1972 stellte die Mühle und wenig später auch die Bäckerei ihren Betrieb ein.
Ab den 1930er Jahren wurden Gebäude am Hang oberhalb von Kreuznaaf errichtet, die ursprünglich für die Fertigung einer Lederwaren-Manufaktur dienten, später auch als Schulungszentrum der Ford-Werke und Asylbewerber-Unterkunft genutzt wurden. Der Gebäudekomplex ist auch als „Castell Steineck“ bekannt.
Bis 1969 gehörte Kreuznaaf zu der bis dahin eigenständigen Gemeinde Wahlscheid.

## Kulturdenkmäler
- „Landhaus Kreuznaaf“ (Kreuznaaf 2a)[5]

## Verkehr
- Kreuznaaf liegt direkt an der Bundesstraße 484 und der Kreisstraße 34.
- Der nächstgelegene Bahnhof für Kreuznaaf liegt in Lohmar-Honrath bei Jexmühle.
- Die Buslinie 557 verbindet den Ort mit Siegburg und Overath. Kreuznaaf gehört zum Tarifgebiet des Verkehrsverbund Rhein-Sieg (VRS).
- Das Anruf-Sammeltaxi  (AST) ergänzt die Anbindung an den öffentlichen Personennahverkehr (ÖPNV).